# Unione dei comuni del Golfo Paradiso
L'Unione dei comuni del Golfo Paradiso è stata un'unione di comuni della Liguria, nella città metropolitana di Genova, formata dai comuni di Bogliasco, Pieve Ligure e Sori.

## Storia
L'unione è nata con atto costitutivo del 24 novembre 2014, firmato nel municipio di Sori dai tre rappresentanti locali del Golfo Paradiso.
L'ente locale aveva sede a Sori. Il primo presidente dell'Unione, eletto il 19 gennaio 2015 nella prima seduta del Consiglio, è stato Luca Pastorino (sindaco di Bogliasco e parlamentare).

## Descrizione
L'unione dei comuni comprendeva i territori costieri dei comuni del Golfo Paradiso, zona geografica della Riviera di Levante compresa tra il capoluogo genovese, ad ovest, e il golfo del Tigullio ad est.
Per statuto l'Unione si occupava di questi servizi:
- organizzazione generale dell'amministrazione, gestione finanziaria e contabile e controllo;
- organizzazione dei servizi pubblici di interesse generale di ambito comunale;
- catasto;
- la pianificazione urbanistica ed edilizia di ambito comunale nonché la partecipazione alla pianificazione territoriale di livello sovra comunale;
- attività, in ambito comunale, di pianificazione di protezione civile e di coordinamento dei primi soccorsi;
- organizzazione e gestione dei rifiuti e la riscossione dei relativi tributi;
- progettazione e gestione del sistema locale dei servizi sociali ed erogazione delle relative prestazioni ai cittadini;
- edilizia scolastica, organizzazione e gestione dei servizi scolastici;
- polizia municipale e polizia amministrativa locale;
- tenuta dei registri di stato civile e di popolazione e i compiti in materia di servizi anagrafici nonché in materia di servizi elettorali, nell'esercizio delle funzioni di competenza statale;
- servizi in materia statistica.

## Amministrazione
Il consiglio era formato dai tre sindaci, da due membri di maggioranza e uno di minoranza per ciascun comune e da un ulteriore rappresentante eletto fra le tre minoranze.
| Periodo          | Periodo         | Primo cittadino | Partito                 | Carica                               | Note |
| ---------------- | --------------- | --------------- | ----------------------- | ------------------------------------ | ---- |
| 24 novembre 2014 | 19 gennaio 2015 | Paolo Pezzana   | sindaco di Sori         | rappresentante dell'Unione           |      |
| 19 gennaio 2015  | 26 maggio 2016  | Luca Pastorino  | sindaco di Bogliasco    | presidente del Consiglio dell'Unione |      |
| 26 maggio 2016   | 8 agosto 2017   | Adolfo Olcese   | sindaco di Pieve Ligure | presidente del Consiglio dell'Unione |      |
| 8 agosto 2017    | in carica       | Paolo Pezzana   | sindaco di Sori         | presidente del Consiglio dell'Unione |      |